# Argyrodiaptomus nhumirim
Argyrodiaptomus nhumirim is een eenoogkreeftjessoort uit de familie van de Diaptomidae. De wetenschappelijke naam van de soort is voor het eerst geldig gepubliceerd in 1997 door Reid.